# Exechia pictiventris
Exechia pictiventris är en tvåvingeart som först beskrevs av Frederick Askew Skuse 1888.  Exechia pictiventris ingår i släktet Exechia och familjen svampmyggor. Inga underarter finns listade i Catalogue of Life.